# Navadna podvihanka
Navadna podvihanka (znanstveno ime Paxillus involutus) je gliva iz rodu podvihank (Paxillus). Latinsko ime paxillus pomeni zatič ali količek, kar se nanaša na njegovo obliko. Beseda involutus pa pomeni zavihan ali zvit, zaradi značilno podvihanega roba klobuka.

## Značilnosti
Klobuk ima v premeru do 13 cm. Pri mladih primerkih je blago obokan z jasno zavihanim robom, kasneje raven ali rahlo vbočen, vendar še vedno z zavihanim robom. Je rumeno-rjave, olivne, okerrjave ali rdečerjave barve. Mladi primerki imajo rahlo polsten klobuk, kasneje pa postane gladek. V suhem vremenu je suh in sijoč, v mokrem pa sluzast. Na poškodovanih mestih dobi temno rjave lise.
Lističi so tanki, gosti in se spuščajo navzdol po betu. Pri mladih gobah so valoviti. So rumenkaste ali rjaste barve, na poškodovanih mestih porjavijo.
Bet je visok od 3 do 7 cm in debel od 1 do 2 cm. Je valjast, debel, poln, gol in pogosto spodaj zožen. Barva je nekoliko svetlejša kot barva klobuka. Na poškodovanih mestih dobi rjave lise.
Meso je rumenkasto belo. Sprva trdo, kasneje mehko, na zraku spremeni barvo v rdečkasto rjavo ali rjasto rjavo. Je rahlo kiselkastega okusa in neizrazitega vonja.

## Razširjenost in življenjski prostor
Razširjen je v Evropi, Severni Ameriki in Aziji. Pojavlja se tudi na južni polobli, kamor je bil verjetno vnešen skupaj z drevesnimi sadikami iz Evrope.
Raste poleti in jeseni v vseh vrstah gozdov in se pojavlja v skupinah. Ektomikorizo tvori z različnimi vrstami dreves, kot so breza, hrast, jelša, bor in smreka. Zaradi tega se pogosto pojavlja v raziskavah in programih inokulacije sadik, ki so zaradi simbiotske povezave bolj odporne na razne bolezni.

## Mikroskopske značilnosti
Trosni odtis je okrasto rjave barve. Trosi so elipsoidni, gladki in merijo 7,5–9 x 5–6 μm.

## Podobne vrste
- grda mlečnica (Lactarius turpis) na ranjenih mestih izloča bel in zelo pekoč mleček
- žametni podvihanec (Tapinella atrotomentosa) ima temno rjav žametast bet

## Uporabnost
Strupena.
Nekoč je veljala za pogojno užitno in čeprav je težko prebavljiva so predpostavljali, da je užitna po prekuhavanju. Dvomi o temu so se prvič pojavali po smrti nemškega mikologa Juliusa Schäfferja oktobra 1944. Približno uro po tem, ko sta on in njegova žena zaužila obrok, pripravljen iz navadnih podvihank, so se pri Schäfferju pojavili simptomi želodčnih težav in povišane temperature. Njegovo stanje se je poslabšalo do te mere, da je bil naslednji dan sprejet v bolnišnico in je po 17 dneh umrl zaradi odpovedi ledvic.
Sredi osemdesetih let prejšnjega stoletja je švicarski zdravnik René Flammer v gobi odkril antigen, ki spodbuja avtoimunsko reakcijo, ki povzroči, da imunske celice obravnavajo lastne rdeče krvne celice kot tujke in jih napadejo. Kljub temu so gobarski vodniki šele po letu 1990 začeli odločno svariti pred uživanjem navadnih podvihank in je v starejši literaturi označena kot pogojno užitna. Relativno redek hemolitični sindrom se pojavi po večkratnem zaužitju gob.
Kljub zastrupitvam so navadne podvihanke še vedno popularne v delih Poljske, Rusije in Ukrajine, kjer še vedno povzročajo smrtne žrtve.
Navadna podvihanka vsebuje tudi snovi, ki lahko poškodujejo kromosome, ni pa dokazano, da bi imele tudi rakotvoren ali mutagen potencial. Dve identificirani spojini sta fenola involuton in involutin; slednji je odgovoren za rjavkasto obarvanje poškodovanih gob.